# Präfektur Wakayama
Wakayama (jap. 和歌山県 Wakayama-ken) ist eine der Präfekturen Japans. Sie liegt in der Region Kinki auf der Insel Honshū. Ihr Verwaltungssitz ist die Stadt Wakayama (Wakayama-shi).

## Geographie
Die Präfektur Wakayama liegt auf der südwestlichen Seite der Kii-Halbinsel. Somit grenzt ein großer Teil ihrer etwa 600 km langen Küstenlinie an die Seto-Inlandsee. Im Norden befinden sich die Präfektur Osaka und im Nordosten die Präfekturen Nara und Mie. Auf der Grenze dieser beiden Präfekturen befinden sich auch zwei Exklaven: ein Ortsteil von Shingū sowie die gesamte Gemeinde Kitayama, als einzige Gemeinde Japans.
Wie auf der ganzen Kii-Halbinsel bestimmen auch hier Berge und Natur die Landschaft; die größeren Städte liegen meist an der Küste. Aufgrund der etwas abgelegenen Lage ist die Bevölkerungszahl hier geringer als im Rest von Kansai. Mehr als ein Drittel aller Einwohner der Präfektur wohnen allein in der gleichnamigen Hauptstadt Wakayama.

## Sehenswürdigkeiten
Bekannt ist die Präfektur vor allem für ihre schöne Natur, besonders in Verbindung mit den zahlreichen heiligen Bergen und Shintōstätten. Die Kumano Sanzan sowie der Berg Kōya und die zugehörigen Pilgerrouten sind 2004 in Verbindung mit den heiligen Stätten in Yoshino/Ōmine (Präfektur Nara) zum Weltkulturerbe Sacred Sites and Pilgrimage Routes in the Kii Mountain Range ernannt worden. Auch der Yoshino-Kumano-Nationalpark, die Kongō-Ikoma-Kisen- und Kōya-Ryūjin-Quasi-Nationalparks, sowie das Meeresschutzgebiet von Kushimoto sind Anziehungspunkte für Natur- und Wanderfreunde, die etwas Entspannung vom täglichen Arbeitsstress suchen. Diese findet man auch in den beliebten heißen Quellen von Katsuura Onsen, Kawayu Onsen, Shirahama Onsen oder Ryūjin Onsen.
Sehenswerte Küstenabschnitte sind Shirahama (bei Japanern beliebt sind auch die Sandstrände im Sommer), Kushimoto und Yura. Bekannt sind auch der Nachi-Wasserfall in Katsuura und die Burg von Wakayama.

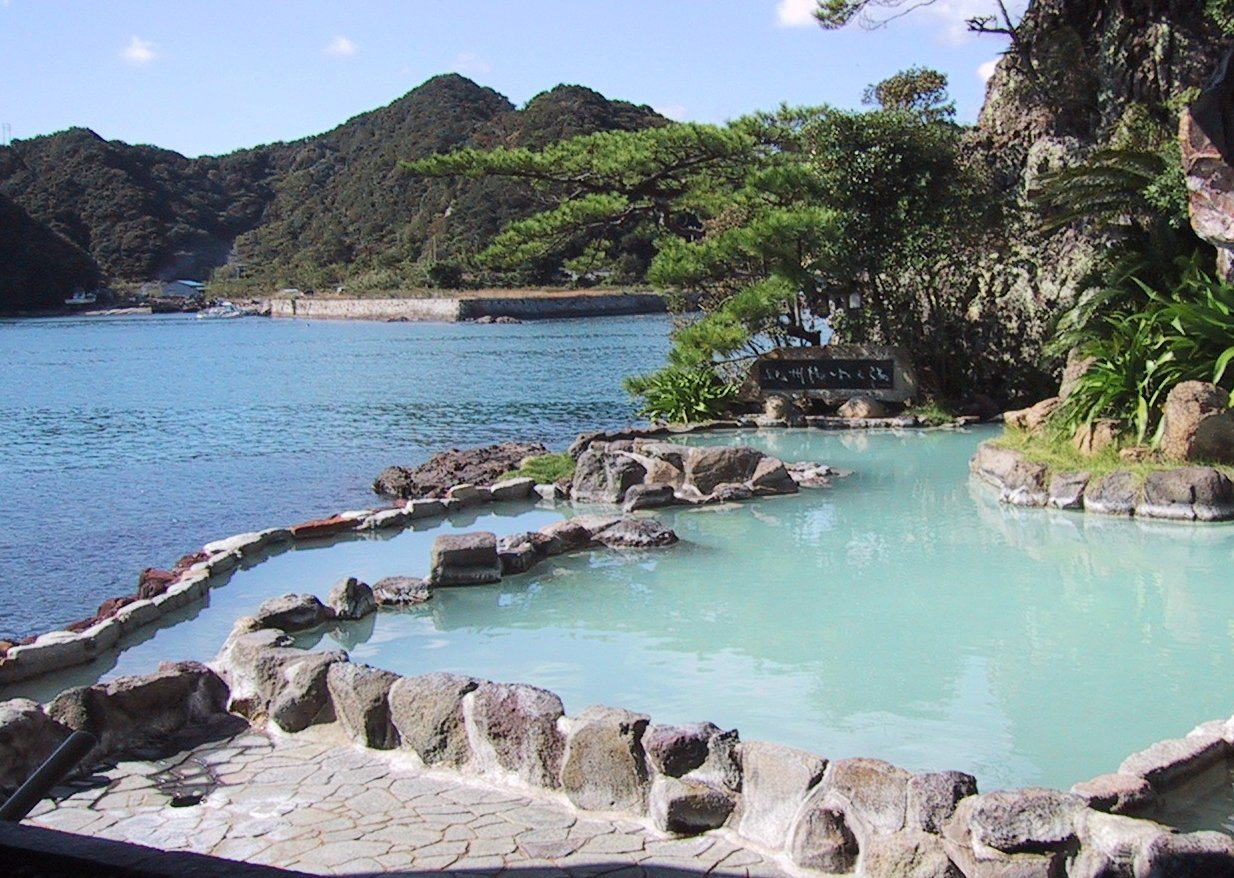
Onsen in Nachikatsuura
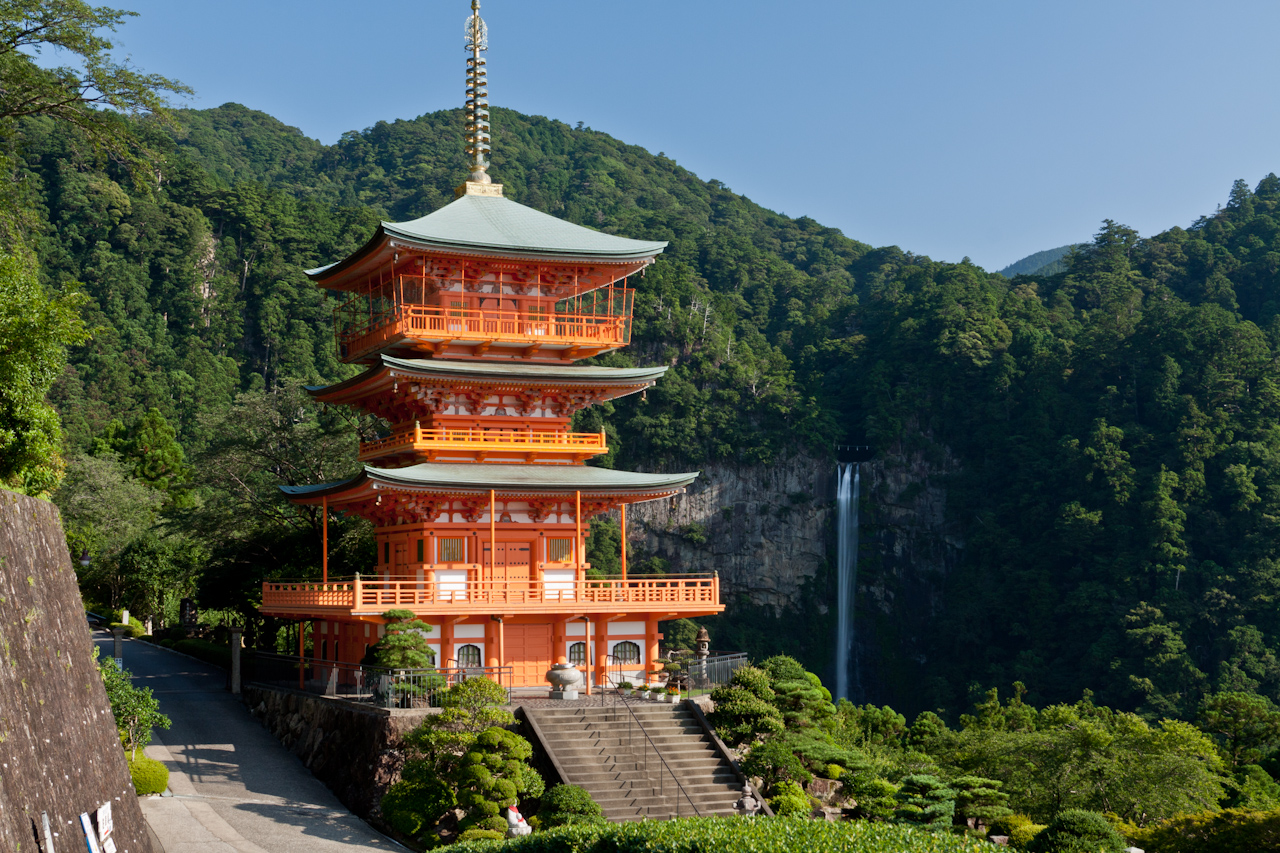
Pagode am Seiganto-ji und Nachi-Wasserfall
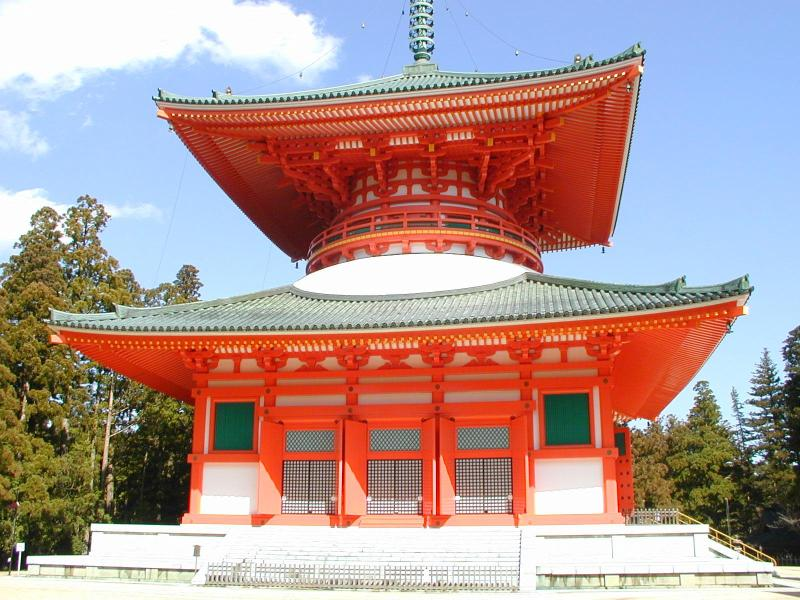
Kompon Daitō (Kōya)
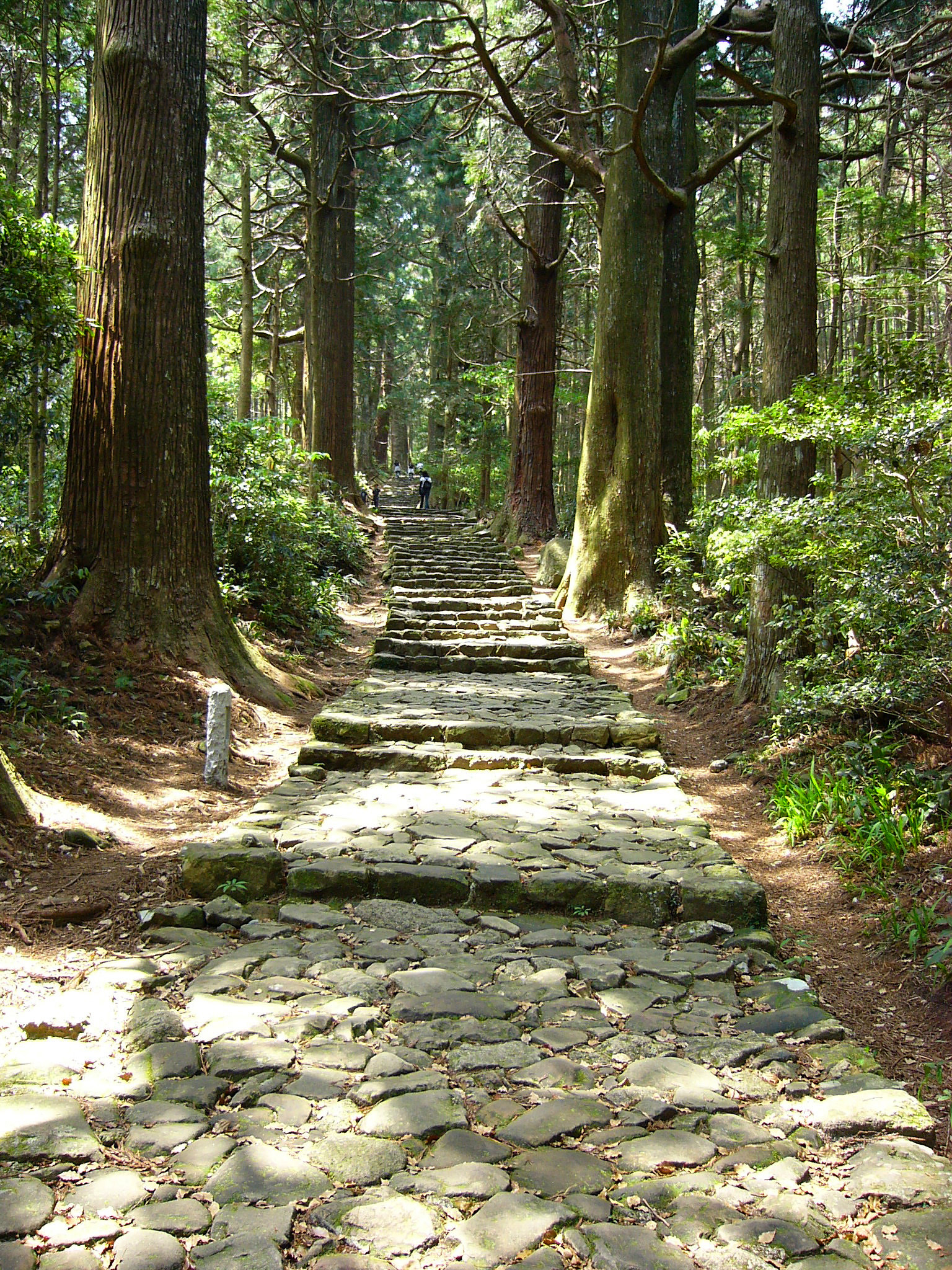
Pilgerweg Daimonzaka
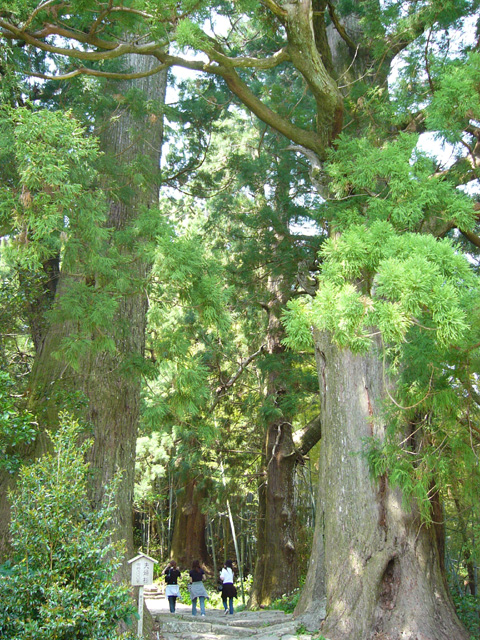
Pilgerweg Daimonzaka
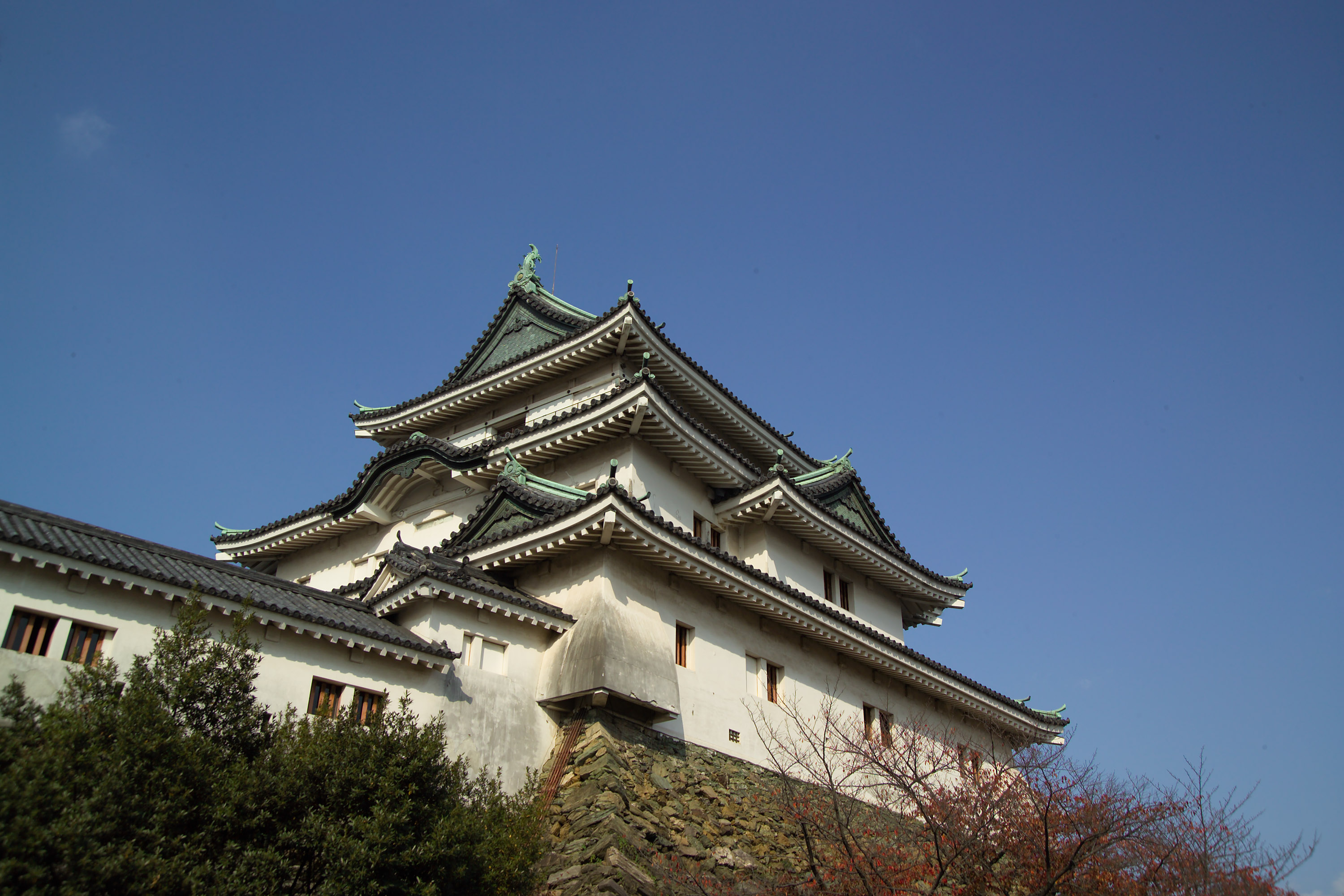
Burg von Wakayama

## Wirtschaft
Die Präfektur Wakayama ist besonders stark im Obstanbau, einschließlich Mandarinen, Pflaumen und Kakis, sowie Pfirsichen, die landesweit auf Platz 5 liegen, und Aprikosen und Kiwis, die landesweit auf Platz 3 liegen. Nach Angaben der Statistikabteilung der Präfektur Wakayama belief sich der Wert der landwirtschaftlichen Produktion in der Präfektur Wakayama im Jahr 2020 auf 110,4 Mrd. Yen, von denen 75,9 Mrd. Yen auf den Obstsektor entfielen, gefolgt von 14,1 Mrd. Yen für Gemüse und 7,8 Mrd. Yen für Reis. Die Präfektur ist für ihren hohen Anteil an Beschäftigten in der Landwirtschaft bekannt, der mit 8,1 % an zehnter Stelle in Japan liegt. Andererseits ist eine der Herausforderungen für die Landwirtschaft der Präfektur Wakayama der Mangel an Nachfolgern für landwirtschaftliche Flächen. Der langfristige, umfassende Plan der Präfektur Wakayama aus dem Jahr 2017 befürwortet den Einsatz von IKT (Informations- und Kommunikationstechnologie) und die Entwicklung von Humanressourcen.

## Politik
- KPJ: 1
- Kaishin Club (mit KDP, DVP): 5
- Ishin: 3
- Mushozoku no Kai: 1
- Fraktionslos: 1
- Kōmeitō: 3
- LDP: 28

Der 2022 zum Gouverneur von Wakayama gewählte ehemalige DVP-Unterhausabgeordnete Shūhei Kishimoto starb am 15. April 2025. Die Wahl eines Nachfolgers muss innerhalb von 50 Tagen nach der formalen Meldung des Todes an die Wahlaufsichtskommission (binnen fünf Tagen) angesetzt werden.
Im Parlament hielt die Liberaldemokratische Partei bei den Wahlen im April 2023 mit 27 der 42 Sitze ihre absolute Mehrheit.
Die seit 2024 nur noch zwei Wahlkreise Wakayamas für das Unterhaus des nationalen Parlaments gewannen bei den letzten allgemeinen Unterhauswahlen 2024 Daichi Yamamoto (Wahlkreis 1, 1. Amtszeit, LDP) und Hiroshige Sekō (Wahlkreis 2, 1. Amtszeit, vorher fünf im Oberhaus, Unabh. zur LDP-Fraktion). Im Oberhaus, in das Wakayama einen Abgeordneten pro Wahl entsendet, vertreten seit der Gründung der Liberaldemokratischen Partei 1955 mit nur einer vorübergehenden Ausnahme (Yōsuke Tsuruho wurde 1998 für die Liberale Partei gewählt und trat erst später bei) durchgehend Liberaldemokraten die Präfektur. Sekōs Sitz ist nach seinem Kammerwechsel derzeit vakant.

## Verwaltungsgliederung

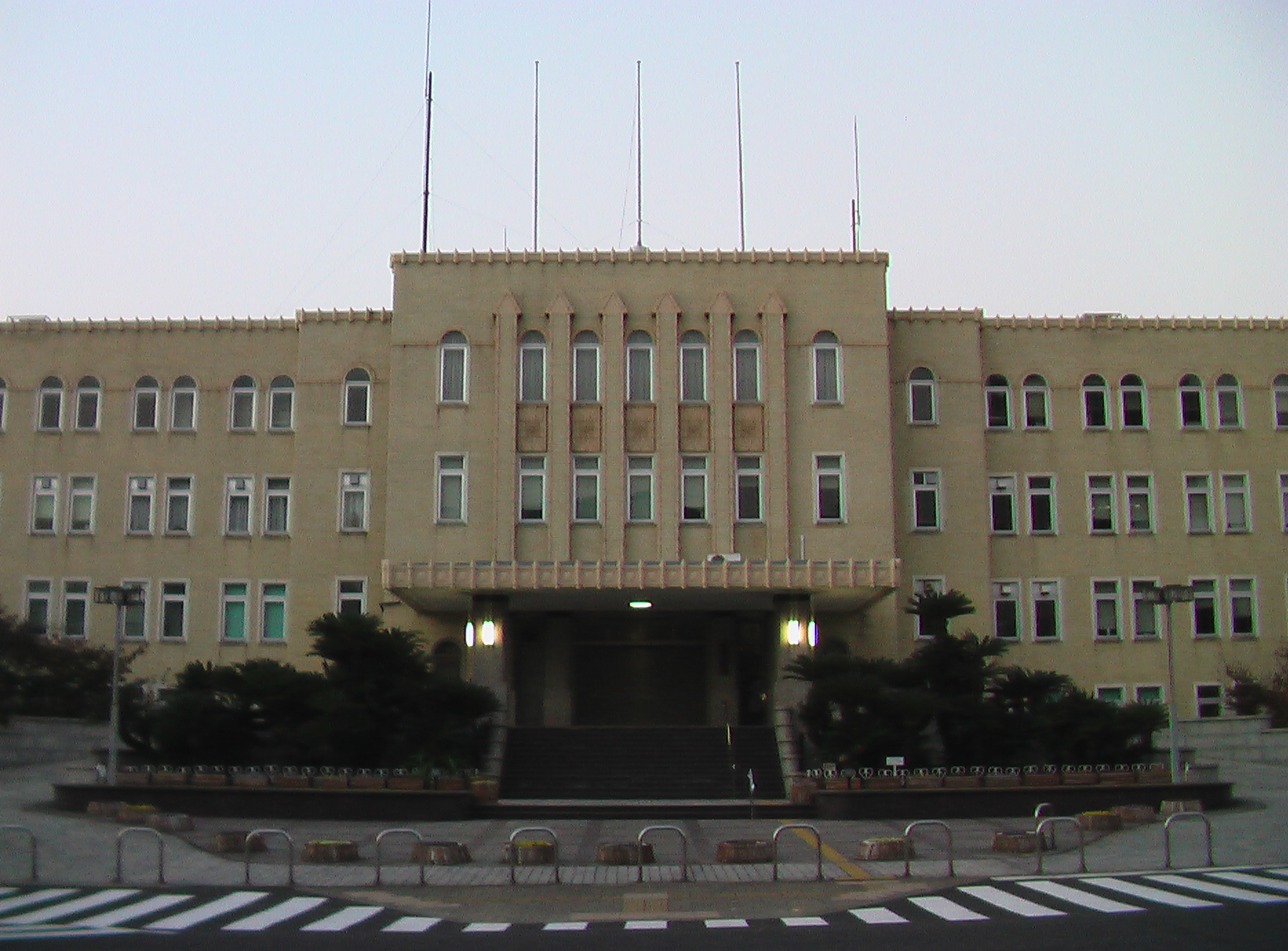
Das Hauptgebäude der Präfekturverwaltung in der Stadt Wakayama wurde 1938 erbaut. Der Sitzungssaal des Präfekturparlaments befindet sich ebenfalls hier.

Im Jahre 1920 zählte man noch 232 Gemeinden, wovon 207 Dörfer waren. So wie im übrigen Japan sank auch in der Präfektur Wakayama die Anzahl der Gemeinden (1950=204, 1955=118) ständig. 1960 gab es noch 52 Gemeinden (38 kreisangehörige Städte, jeweils sieben kreisfreie Städte und Dörfer). Die letzten Eingliederungen fanden 2006 statt und seitdem schreibt man neun kreisfreie Städte (-shi), 20 kreisangehörige Städte (-chō) und ein Dorf (-mura), letztere organisiert in sechs Landkreisen (-gun). Wakayama-shi, der Sitz der Präfekturverwaltung, ist seit 1997 auch eine „Kernstadt“ (chūkakushi).
| Code                                 | Name               | Name       | Kreis (-gun)              | Fläche (in km²) | Bevölkerung  | Bevölkerungs- dichte (Ew./km²) |        |
| Code                                 | lateinisch         | japanisch  | Kreis (-gun)              | 1. Januar 2023  | 1. März 2021 | 01.10.2015                     |        |
| ------------------------------------ | ------------------ | ---------- | ------------------------- | --------------- | ------------ | ------------------------------ | ------ |
| 30201                                | Wakayama-shi       | 和歌山市   | –                         | 208,85          | 353.299      | 364.154                        | 1743,7 |
| 30202                                | Kainan-shi         | 海南市     | –                         | 101,06          | 47.697       | 51.860                         | 513,16 |
| 30203                                | Hashimoto-shi      | 橋本市     | –                         | 130,55          | 60.058       | 63.621                         | 487,33 |
| 30204                                | Arida-shi          | 有田市     | –                         | 36,83           | 25.737       | 28.470                         | 773,01 |
| 30205                                | Gobō-shi           | 御坊市     | –                         | 43,91           | 22.744       | 24.801                         | 564,81 |
| 30206                                | Tanabe-shi         | 田辺市     | –                         | 1.026,91        | 68.986       | 74.770                         | 72,81  |
| 30207                                | Shingū-shi         | 新宮市     | –                         | 255,23          | 26.628       | 29.331                         | 114,92 |
| 30208                                | Kinokawa-shi       | 紀の川市   | –                         | 228,21          | 58.130       | 62.616                         | 274,38 |
| 30209                                | Iwade-shi          | 岩出市     | –                         | 38,51           | 53.714       | 53.452                         | 1388   |
| 30304                                | Kimino-chō         | 紀美野町   | Kaisō                     | 128,34          | 8063         | 9.206                          | 71,73  |
| 30341                                | Katsuragi-chō      | かつらぎ町 | Ito                       | 151,69          | 15.565       | 16.992                         | 112,02 |
| 30343                                | Kudoyama-chō       | 九度山町   | Ito                       | 44,15           | 3808         | 4377                           | 99,14  |
| 30344                                | Kōya-chō           | 高野町     | Ito                       | 137,03          | 2902         | 3352                           | 24,46  |
| 30361                                | Yuasa-chō          | 湯浅町     | Arida                     | 20,80           | 11.038       | 12.200                         | 586,82 |
| 30362                                | Hirogawa-chō       | 広川町     | Arida                     | 65,35           | 6577         | 7224                           | 110,58 |
| 30366                                | Aridagawa-chō      | 有田川町   | Arida                     | 351,84          | 25.169       | 26361                          | 74,92  |
| 30381                                | Mihama-chō         | 美浜町     | Hidaka                    | 12,77           | 6790         | 7480                           | 585,75 |
| 30382                                | Hidaka-chō         | 日高町     | Hidaka                    | 46,21           | 7648         | 7641                           | 165,43 |
| 30383                                | Yura-chō           | 由良町     | Hidaka                    | 30,93           | 5134         | 5837                           | 188,66 |
| 30390                                | Inami-chō          | 印南町     | Hidaka                    | 113,62          | 7496         | 8068                           | 71,01  |
| 30391                                | Minabe-chō         | みなべ町   | Hidaka                    | 120,28          | 11.594       | 12.742                         | 105,94 |
| 30392                                | Hidakagawa-chō     | 日高川町   | Hidaka                    | 331,59          | 9107         | 9776                           | 29,48  |
| 30401                                | Shirahama-chō      | 白浜町     | Nishi-Muro („West-Muro“)  | 200,98          | 19.976       | 21.533                         | 107,14 |
| 30404                                | Kami-Tonda-chō     | 上富田町   | Nishi-Muro („West-Muro“)  | 57,37           | 15.040       | 14.989                         | 261,27 |
| 30406                                | Susami-chō         | すさみ町   | Nishi-Muro („West-Muro“)  | 174,45          | 3559         | 4127                           | 23,66  |
| 30421                                | Nachi-Katsuura-chō | 那智勝浦町 | Higashi-Muro („Ost-Muro“) | 5,81            | 13.930       | 15.682                         | 85,55  |
| 30422                                | Taiji-chō          | 太地町     | Higashi-Muro („Ost-Muro“) | 5,81            | 2778         | 3087                           | 531,33 |
| 30424                                | Kozagawa-chō       | 古座川町   | Higashi-Muro („Ost-Muro“) | 294,23          | 2451         | 2826                           | 9,6    |
| 30427                                | Kitayama-mura      | 北山村     | Higashi-Muro („Ost-Muro“) | 48,20           | 408          | 446                            | 9,25   |
| 30428                                | Kushimoto-chō      | 串本町     | Higashi-Muro („Ost-Muro“) | 135,67          | 14.661       | 16.558                         | 122,05 |
| Zwischensumme -shi/kreisfreie Städte | 2.070,06           |            | 753.075                   | 363,8           |              |                                |        |
| Zwischensumme -gun/Landkreise        | 2.654,62           |            | 210.504                   | 79,3            |              |                                |        |
| 30000 ISO: JP-30                     | Wakayama-ken       | 和歌山県   | –                         | 4.724,68        | 910.687      | 963.579                        | 203,95 |

## Größte Orte
| Census-Jahr | Einwohner | Einwohner | Einwohner | Einwohner |
| 2015        | 2010      | 2005      | 2000      |           |
| ----------- | --------- | --------- | --------- | --------- |
| Wakayama    | 364.154   | 370.364   | 375.591   | 386.551   |
| Tanabe      | 74.770    | 79.119    | 82.499    | 70.360    |
| Hashimoto   | 63.621    | 66.361    | 53.929    | 55.071    |
| Kinokawa    | 62.616    | 65.840    | ——        | ——        |
| Iwade       | 53.452    | 52.882    | ——        | ——        |
| Kainan      | 51.860    | 54.783    | 57.744    | 45.507    |
| Shingū      | 29.331    | 31.498    | 33.790    | 33.133    |
| Arida       | 28.470    | 30.592    | 32.143    | 33.661    |
| Gobō        | 24.801    | 26.111    | 27.053    | 28.034    |

Am 1. November 2005 fusionieren 5 Gemeinden zur Stadt Kinokawa

Am 1. April 2006 erhält die kreisangehörige Stadt Iwade den Status einer kreisfreien Stadt

## Bevölkerungsentwicklung der Präfektur
| Census- Jahr | Gesamt- Bevölkerung | männliche Bevölkerung | weibliche Bevölkerung | Geschlechter- verhältnis Männer auf 1000 Frauen | Fläche in km2 | Bevölkerungs- dichte Einw. je km2 |
| ------------ | ------------------- | --------------------- | --------------------- | ----------------------------------------------- | ------------- | --------------------------------- |
| 1920         | 750.411             | 372.058               | 378.353               | 983                                             | 4732,66       | 158,6                             |
| 1925         | 787.511             | 392.191               | 395.320               | 992                                             | 4732,66       | 166,4                             |
| 1930         | 830.748             | 415.035               | 415.713               | 998                                             | 4723,42       | 175,9                             |
| 1935         | 864.087             | 428.638               | 435.449               | 984                                             | 4723,48       | 182,9                             |
| 1940         | 865.074             | 427.217               | 437.857               | 976                                             | 4723,48       | 183,1                             |
| 1945         | 936.006             | 430.015               | 505.991               | 850                                             | 4723,48       | 198,2                             |
| 1950         | 982.113             | 475.324               | 506.789               | 938                                             | 4732,40       | 207,5                             |
| 1955         | 1.006.819           | 490.533               | 516.286               | 950                                             | 4714,99       | 213,5                             |
| 1960         | 1.002.191           | 484.994               | 517.197               | 938                                             | 4714,99       | 212,6                             |
| 1965         | 1.026.975           | 497.256               | 529.719               | 939                                             | 4716,23       | 217,8                             |
| 1970         | 1.042.736           | 503.202               | 539.534               | 933                                             | 4718,69       | 221,0                             |
| 1975         | 1.072.118           | 517.868               | 554.250               | 934                                             | 4722,41       | 227,0                             |
| 1980         | 1.087.012           | 523.467               | 563.545               | 929                                             | 4723,18       | 230,1                             |
| 1985         | 1.087.206           | 520.172               | 567.034               | 917                                             | 4724,62       | 230,1                             |
| 1990         | 1.074.325           | 510.777               | 563.548               | 906                                             | 4722,34       | 227,5                             |
| 1995         | 1.080.435           | 513.450               | 566.985               | 906                                             | 4724,29       | 228,7                             |
| 2000         | 1.069.912           | 506.882               | 563.030               | 900                                             | 4725,55       | 226,4                             |
| 2005         | 1.035.969           | 488.022               | 547.947               | 891                                             | 4726,08       | 219,2                             |
| 2010         | 1.002.198           | 471.397               | 530.801               | 888                                             | 4726,29       | 212,1                             |
| 2015         | 963.579             | 453.216               | 510.363               | 888                                             | 4724,69       | 204,0                             |